# Байрич, Кенан
Кена́н Ба́йрич (словен. Kenan Bajrić; род. 20 декабря 1994, Любляна) — словенский футболист, защитник клуба «Слован». Выступал за национальную сборную Словении.

## Клубная карьера
Занимался в футболом в академии клуба «Интерблок». В 2011 году перешёл в люблянскую «Олимпию». В чемпионате Словении дебютировал 17 мая 2012 года в матче против «Муры» (3:1). Вместе с командой стал чемпионом Словении в сезоне 2015/16. В июле 2016 года дебютировал в еврокубках в матчах квалификации Лиги Европы против словацкого «Тренчина» (6:6 по сумме двух матчей).
В январе 2018 года контракт Байрича за 600 тысяч евро выкупил братиславский «Слован». Вместе со «Слованом» дважды становился чемпионом Словакии и обладателем Кубка Словакии, а также участвовал в групповом этапе Лиги Европы. 7 ноября 2019 года в матче Лиги Европы против «Вулверхэмптон Уондерерс» нападающий английского клуба Рауль Хименес, пробивая ударом в падении через себя, попал бутсой в голову Байричу, после чего он потерял сознание. Словенский футболист пришёл в сознание в больнице, где у него диагностировали сотрясение мозга.

## Карьера в сборной
Являлся игроком молодёжной сборной Словении до 21 года. Победитель турнира памяти Валерия Лобановского 2015 года.
В составе национальной сборной Словении дебютировал 11 ноября 2020 года в товарищеском матче против Азербайджана (0:0).

## Достижения
«Олимпия»
- Чемпион Словении: 2015/16

«Слован»
- Чемпион Словакии (2): 2018/19, 2019/20
- Серебряный призёр чемпионата Словакии: 2017/18
- Обладатель Кубка Словакии (2): 2017/18, 2019/20